# Trống cơm

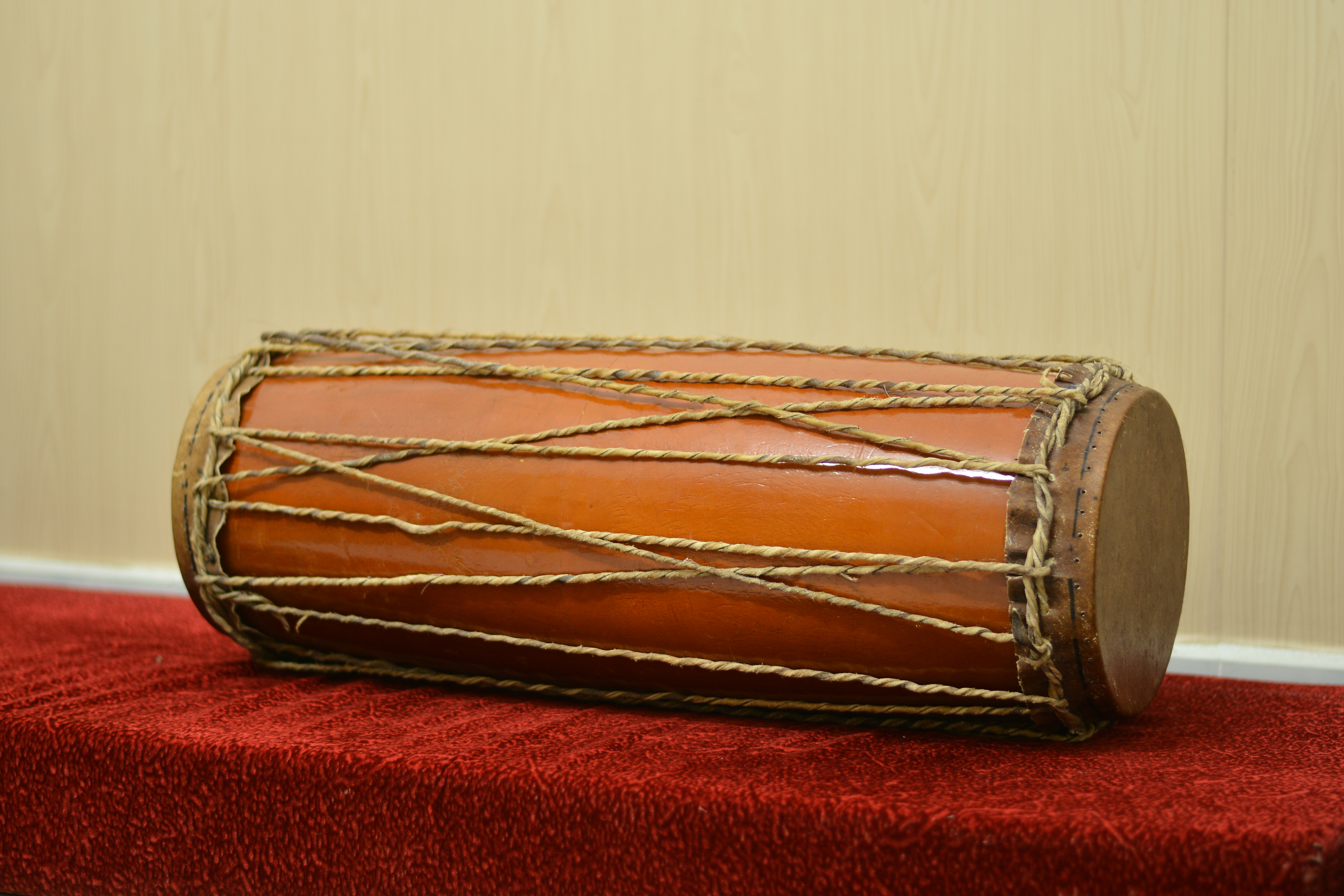
Trống cơm.

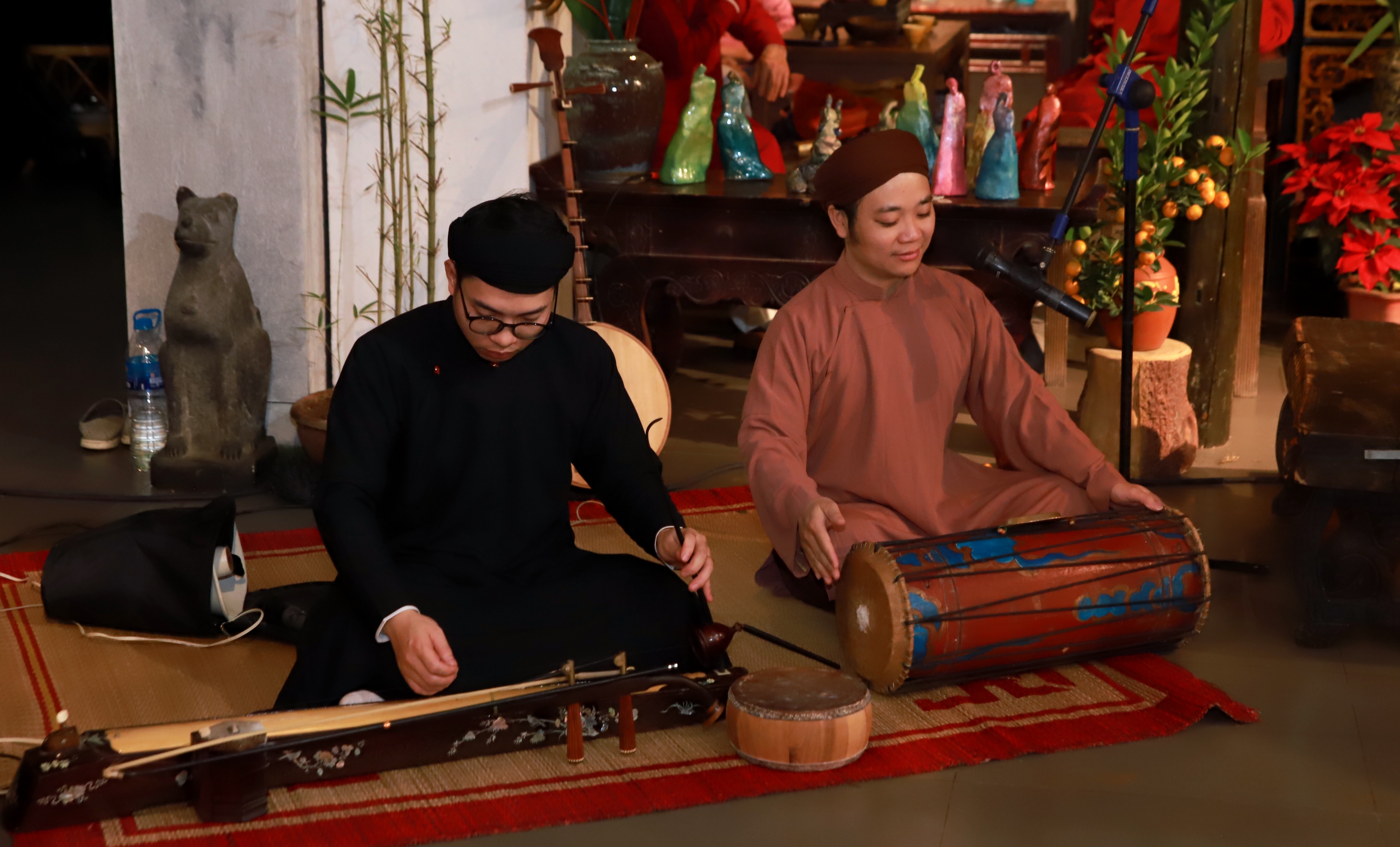
Trống cơm và đàn bầu trong Nghệ thuật Hát Xẩm Bắc Bộ.

Trống cơm là nhạc cụ họ màng rung, chi vỗ của người Việt. Trống cơm có 2 mặt hình tròn bằng nhau, một mặt âm trầm và một mặt âm bổng. Chiều dài của trống vào khoảng 55 - 70cm, đường kính khoảng 18 – 20 cm. Hai mặt được căng dây xạ hoặc đóng đinh tre.  
Trước khi đánh trống người ta thường lấy cơm xoa vào mặt trầm của trống để định âm, tục gọi là cho "ấm tiếng" hài hòa, do đó trống này gọi là trống cơm.   
Trống cơm đã đi sâu vào đời sống âm nhạc dân gian người Việt qua bài dân ca Bắc Bộ cùng tên.